# のりのり
のりのりは、テレビ金沢で毎週火曜日 - 土曜日未明（月曜日 - 金曜日深夜）に放送されていたバラエティ番組ゾーンのタイトルである。

## 概要
当局では火曜 - 木曜は1:05から、金曜は0:44から、土曜は0:58からの深夜バラエティ番組の放送に独自の枠を設けて放送。当番組では、日本テレビの『1900』のようにロゴマークが表示されているわけではなく、番組表や電子番組ガイド（EPG）上での表記であった。
しかし、テレビ東京の『バラエティ7』や、読売テレビの『キン★ドン』と同じように複数の番組をこの枠で固めて1つの番組として放送しているため、EPG上での番組表示は2本放送している月・火・金曜日が1番組扱いとなっている。
2012年3月で廃枠となり、同年4月以降は各番組のタイトルで放送されている。

## 特徴
当番組の特徴としては、60分番組は通常のCM枠を増やした上で、放送時間を62分として扱って、30分番組が2本の場合は後半の番組を2分間上積みして放送する形態が取られている。
この他、当局の深夜番組では、天気予報（お天気です。）でも放送時間を6分間とするなど、独自の放送時間を取る編成が行われている。これはこの放送枠が廃止された2012年4月以降でも実施している。

## 番組
番組は廃枠となった2012年3月時点のもの。
- 火曜日

| 放送時間    | 番組名            | 制作局     |
| ----------- | ----------------- | ---------- |
| 1:05 - 1:37 | 極嬢ヂカラPREMIUM | テレビ東京 |
| 1:37 - 2:07 | 1×8いこうよ!      | 札幌テレビ |

- 水曜日

| 放送時間    | 番組名                   | 制作局     |
| ----------- | ------------------------ | ---------- |
| 1:05 - 1:37 | テリー伊藤のネホリハホリ | テレビ東京 |
| 1:37 - 2:07 | にけつッ!!               | 読売テレビ |

- 木曜日

| 放送時間    | 番組名         | 制作局          |
| ----------- | -------------- | --------------- |
| 1:05 - 2:07 | ホワイトカラー | USAネットワーク |

- 金曜日

| 放送時間    | 番組名        | 制作局     |
| ----------- | ------------- | ---------- |
| 0:44 - 1:49 | スクール革命! | 日本テレビ |

- 土曜日

| 放送時間    | 番組名          | 制作局                   |
| ----------- | --------------- | ------------------------ |
| 0:58 - 1:53 | ハッピーMusic   | 日本テレビ（キー局同時） |
| 1:53 - 1:59 | ハッピーWeather | テレビ金沢               |